# Friedrich Risner
Friedrich Risner (Bad Hersfeld, ca. 1533 — Bad Hersfeld, 15 de setembro de 1580) foi um matemático alemão.
Discípulo de Petrus Ramus (1515-1572), primeiro catedrático de matemática do Collège de France.